# Christophe Collignon
Christophe Collignon (ur. 21 lipca 1969 w Waremme) – belgijski samorządowiec i prawnik, senator, w 2019 przewodniczący Parlamentu Walońskiego, od 2020 do 2024 minister w rządzie Regionu Walońskiego.

## Życiorys
Syn byłego premiera Walonii Roberta Collignona, wnuk polityka Émile’a Collignona. Ukończył studia prawnicze na Uniwersytecie w Liège, po których praktykował jako prawnik. Kierował także publicznym przedsiębiorstwem transportowym Société régionale wallonne du transport oraz podmiotem odpowiedzialnym za edukację. Podczas nauki kierował organizacją studencką socjalistów, działał także w młodzieżówce PS. Następnie przystąpił do Partii Socjalistycznej. W latach 2000–2004 zasiadał w radzie prowincji Liège. Nieprzerwanie od 2004 członek Parlamentu Walońskiego (gdzie 2014 do 2017 szefował frakcji PS) oraz Parlamentu Francuskiej Wspólnoty Belgii. W latach 2007–2010 był członkiem federalnego Senatu wskazanym przez francuską wspólnotę, zasiadał także w radzie międzyparlamentarnej krajów Beneluksu. Pozostawał także członkiem miejskich władz wykonawczych i radnym w Amay (2006–2010) i Huy (2010–2016), a od 2016 jest burmistrzem drugiego z miast. Od czerwca do września 2019 kierował Parlamentem Walońskim do czasu wyłonienia nowych władz. W październiku 2020 objął funkcję ministra samorządu i mieszkalnictwa w regionalnym rządzie Walonii kierowanym przez Elio Di Rupo, był nim do lipca 2024.

## Odznaczenia
- Oficer Orderu Leopolda (2020)[5]
- Komandor Orderu Leopolda (2024)[1]